# Isla Aquidneck
La isla Aquidneck, ubicada en el Estado de los Estados Unidos de Rhode Island, es la isla más grande en la bahía de Narragansett.  El nombre oficial de la isla es Rhode Island, pero el nombre comúnmente usado es el de "Isla Aquidneck", ya que ayuda a diferenciar a la isla del Estado. El área terrestre total es de 97.0 km². El censo de los Estados Unidos de 2000 reporto su población de 60 870 personas.
En la isla Aquidneck se encuentran tres ciudades, de norte a sur, Portsmouth, Middletown y Newport.

## Historia
Los colonos ingleses primero se asentaron en lo que ahora es la isla Aquidneck en 1638 en una región llamada por los nativos "pocasset" (que significa «donde se ensancha el arroyo»), en la parte norte de Portsmouth. En algún momento, la isla Aquidneck estuvo bajo el control de los wampanoag, liderados por el sachem Massasoit. Tradicionalmente, Massasoit daba la bienvenida a los Padres peregrinos en Plymouth, Massachusetts en 1621. La isla Aquidneck era usada principalmente como un territorio de caza aunque probablemente era un muy buen lugar para vacacionar, también.
Casi nueve de cada diez de los wampanoags murieron  por las enfermedades y epidemias llevadas a Norteamérica por los europeos de 1617  a 1619. Los narragansett, no fueron afectados por las enfermedades, pelearon y recuperaron el control de la isla Aquidneck y otros lugares. Los wampanoags recuperaron el control de su territorio.
Un grupo de colonos europeos se comprometieron con Roger Williams en 1638 para negociar los términos de compra de la isla con un sachem llamado Miantonomi. Estos colonizadores incluían a  William Coddington, Anne and William Hutchinson, Philip Sherman, William Dyer, John Coggeshall, Nicholas Easton, William Brenton, John Clarke y a Maxson (Maggsen). La isla Aquidneck, en su momento, fue la sede real de Miantonomi. Los términos de la venta fueron un intercambio: los colonos podrían tener la isla a cambio de cuarenta brazas de wampum blanco (un tipo de cordel), veinte azadas, diez abrigos para los nativos residentes y cinco brazas más de  wampum para los locales sachem. Hay registro de que sachems de Narragansett, Canonicus y su sobrino, Miantonomi quienes tenían en el control de la isla en su momento, firmaron un acuerdo para la isla Aquidneck. Los primeros colonizadores fundaron Pocasser, pero en la primavera de 1639, eligieron Newport. Algunos de los colonos los siguieron ahí por su excelente puerto.
Una cuidadosa lectura de las cartas Colonia de Rhode Island y las Plantaciones de Providence, en New England (Vol. I, 1636-1663)  mostró una carta escrita por Roger Williams en la que atribuye la amabilidad y generosidad a Wampanoag Massasoit años antes de recibír Providence, la isla Aquidneck y Wappewassick. Massasoit dotó a Roger Williams con la isla Aquidneck, Providence e isla Prudence por su amistad y el amor de los nativos. Massasoit no recibido ningún pago por estas tierras. Roger Williams dijo que estaba en deuda con los wampanoag Sachem hasta el día que muriera.
Durante la revolución norteamericana, la isla Aquidneck fue ocupada por los británicos de 1776 a 1779. La batalla de Rhode Island ocurrió el 29 de agosto de 1778, hubo un intento fallido por parte del ejército continental bajo el mando del mayor general John Sullivan para expulsar a los británicos y retomar la ciudad estratégica de Newport.

## Educación
En la isla se encuentran varias instalaciones educativas como la Salve Regina University, el Naval War College  o el Newport campus de Community College of Rhode Island. Además del International Yacht Restoration School.
También es casa de varios internados privados, como St. George's School y Portsmouth Abbey. También la isla tiene muchos colegios tanto públicos como privados, de primaria y secundaria, como parte del sistema educativo de Newport, Middletown y Portsmouth.

## Puentes
El Claiborne Pell Newport Bridge (1969) conecta la isla de Aquidneck con Jamestown desde la isla de Conanicut Island en la bahía de Narragansett Bay, hacia la parte oeste de la bahía.

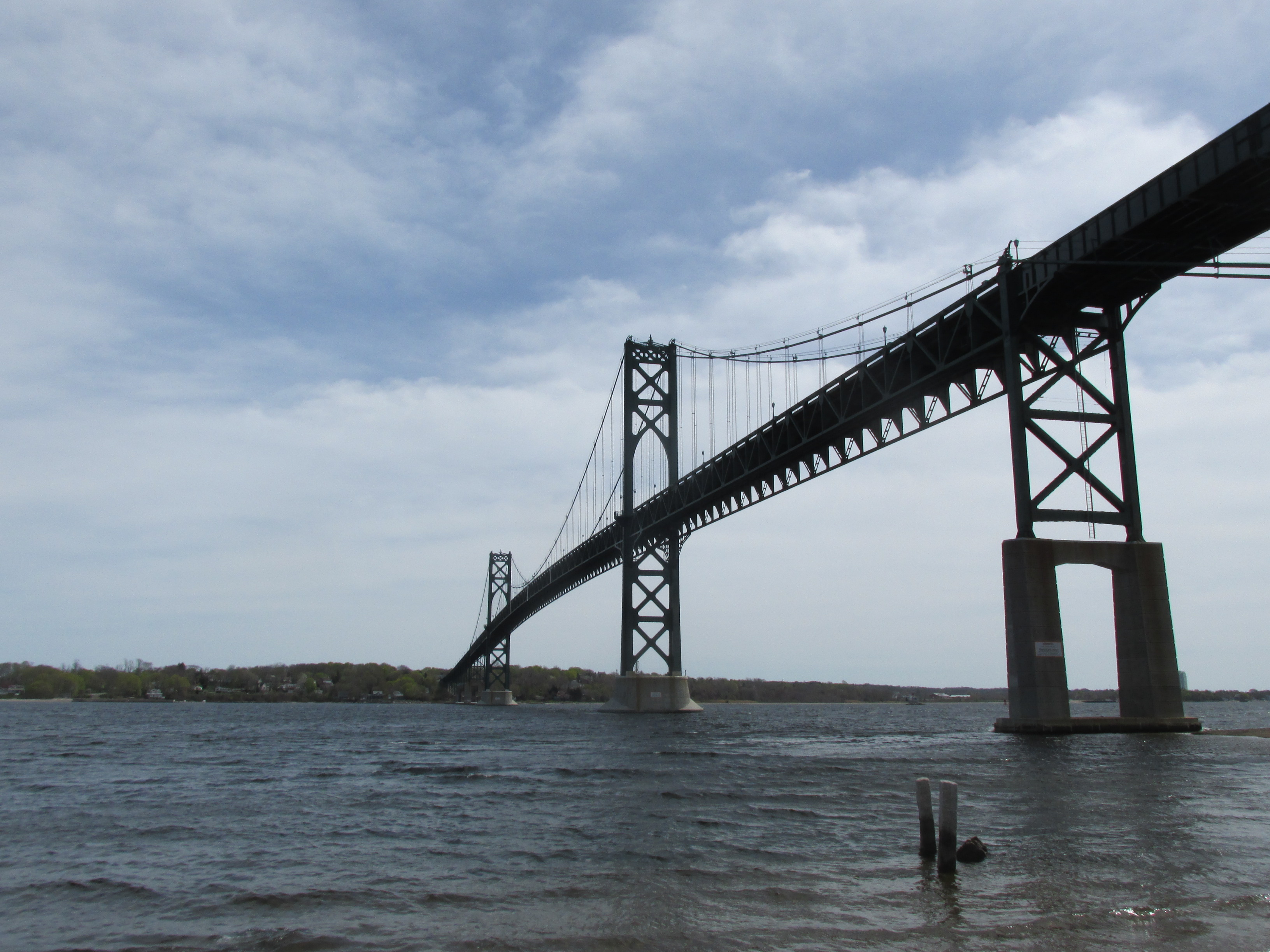
Mount Hope Bridge mirando hacia la isla de Aquidneck

El Mount Hope Bridge (1929), se encuentra junto a Bristol Ferry y Common Fence Point, conecta la parte norte de la isla de Aquidneck en Bristol.
El Sakonnet River Bridge (2012) en Portsmouth, junto a Common Fence Point, conecta el lado noreste de la isla con Tiverton a través el río Sakonnet River. Es un reemplazo de un puente con el mismo nombre construido en 1956.
En el sur del puente del río Sakonnet, en la zona conocida como The Hummocks y Island Park, se encuentra el Stone Bridge, construido en 1907 en el anterior sitio donde se encontraba un puente de madera el cual fue destruido por el huracán Carol en 1954.
Los puentes reemplazaron a los ferries que conectaban a la isla principal y otras islas de Narragansett Bay.

## Origen de los nombres de «Aquidneck» y «Rhode Island»
«Aquidneck» es un término derivado de  Narragansett el nombre de la isla, aquidnet. La palabra significa literalmente "masa flotante en" o simplemente "en la isla". Otras fuentes afirman  Aquidneck  es una palabra india que significa "Isla de la Paz."
No está claro cómo la isla Aquidneck llegó a ser conocida como Rhode Island.  En 1524, el explorador Giovanni da Verrazzano observó la presencia de una isla cerca de la boca de la bahía de Narragansett, que él comparaba a la isla griega de Rhodes. Aunque no está claro a qué isla se refería Verrazzano , los peregrinos que posteriormente colonizaron la zona decidieron aplicar el apodo de "Rhode Island" a la isla Aquidneck.  El primer uso conocido del nombre "Rode Island" fue en 1637 por Roger Williams. El nombre fue oficialmente aplicado a la isla en 1644 con estas palabras:  «Aquethneck será de ahora en adelante llamada la Isla de Cañas o Rhod-Island». El nombre de "Isla de Rodes" se encuentra usado en un documento legal en fecha tan tardía como 1646.
Otra teoría origen popular se basa en el hecho de que Adriaen Block, durante su expedición en 1614, aprobada por Aquidneck Island, se describe en una cuenta de 1625 de sus viajes como «una isla de aspecto rojizo» (en el neerlandés del siglo XVII, een rodlich Eylande).  Mapas neerlandeses de 1659 llamaban a la isla Roode Eylant, o isla Roja. Los historiadores han teorizado que la isla fue nombrada por los neerlandeses (posiblemente por Adriaen Block mismo), ya fuese por el follaje de las hojas rojas otoñales o por la arcilla roja en partes de la costa.
En 1644, las colonias de Rhode Island y de Plantaciones se unieron para formar la colonia, y, finalmente, el Estado, de «Rhode Island y las Plantaciones». El Estado entero ahora se conoce comúnmente como «Rhode Island», y el término «Aquidneck Island» es comúnmente utilizado para referirse a la isla, a pesar de que el nombre oficial de Aquidneck sigue siendo «Rhode Island». La Junta de Nombres Geográficos se refirió al tema en el año 1930 mediante el uso de dos nombres de la isla en sus mapas. En 1964, la junta decidió que el tener dos nombres era confuso, y  «Rhode Island» el nombre oficial de la isla, se utilizó exclusivamente. Los intentos de cambiar el nombre oficial a «Aquidneck Island» han continuado, tan reciente como en 2004, pero todos ellos han fracasado. Se alcanzó un compromiso en 2011, cuando el Departamento de Transporte del Estado de RI permitió que «Aquidneck Island» se añadiera a los mapas del Estado como una variante. Esa variante fue empleada como resultado de la decisión de 2006 por el Consejo de Nombres Geográficos de EE. UU. para permitir que «Rhode Island» y «Aquidneck Island» coexistiesen en mapas náuticos.